# Ballymena

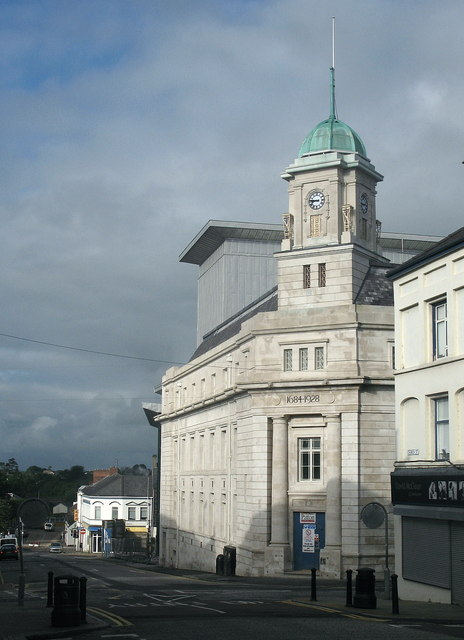
Kommunhuset i Ballymena.

Ballymena (iriska: An Baile Meánach) är en stad i Nordirland, belägen i grevskapet Antrim och huvudort i distriktet Mid and East Antrim. 
Staden ligger i området som kallas för Nordirlands Bibelbälte. Under bosättningen i Ulster vid 1600-talet blev staden övertagen av skottar. Skottarna byggde upp en stark linindustri.